# جان بلاندل
جان بلاندل (انگلیسی: John Blundell) بازیگر اهل بریتانیا است.
از فیلم‌ها یا مجموعه‌های تلویزیونی که وی در آن‌ها نقش داشته‌است، می‌توان به تفاله و نکبت اشاره نمود.